# Kreuz-Konflikt von Skopje 2016
Der Kreuz-Konflikt von Skopje 2016 war ein Ereignis, das am 3. März 2016 in der nordmazedonischen Hauptstadt Skopje begann, als es dort zu neuen und schweren nationalen Spannungen zwischen albanischen und slawischen Mazedoniern kam. Diese wurden durch die Zerstörung von Fundamenten für ein geplantes 55 Meter hohes orthodoxes Kreuz durch hunderte Albaner ausgelöst. Es sollte eine Antwort auf einen überdimensionierten albanischen Doppeladler sein, der in einem Nachbarstadtteil von albanischen Mazedoniern errichtet worden war. Die Grundsteinlegung fand am 27. Februar statt. Schon damals kam es zu Demonstrationen seitens der ethnischen Albaner, die die Errichtung eines Kreuzes als Provokation betrachteten. Nach der Zerstörung der Fundamente wurden albanische Flaggen auf und um die Stelle platziert und Zelte errichtet. Am Abend des 4. März versuchten hunderte slawische Mazedonier die Albaner von der Stelle zu vertreiben. Die starken Polizeikräfte, die beide Gruppen auseinanderhielten, wurden mit Steinen beworfen. Einige Polizisten wurden dabei verletzt.
In den Konflikt waren auf den beiden Seiten Mitglieder der VMRO-DPMNE bzw. der DUI maßgeblich verwickelt, die eigentlich die damalige Regierung des Landes stellten. Der Konflikt ereignete sich im Vorfeld der Neuwahl des Parlaments am 24. April 2016.
In Skopje gibt es bereits zwei monumentale Kreuze, darunter das im Jahr 2000 errichtete 66 Meter hohe Millenniumskreuz Skopje auf dem Gipfel des Berges Vodno.